# Snuffelklep

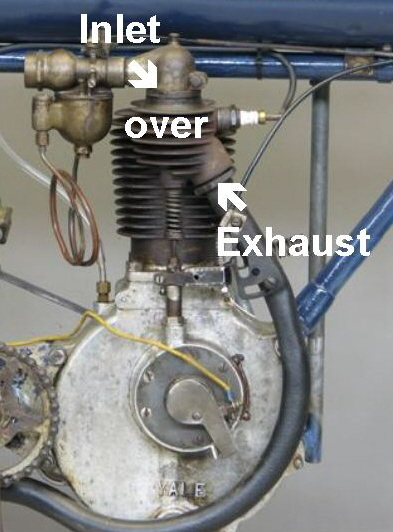
Soms zijn bij kop/zijklepmotoren (Inlet Over Exhaust) verschillende klepbedieningen nodig, in dit geval niet, want de inlaatklep is een snuffelklep

Een snuffelklep of snuffelventiel is een inlaatklep van een zuigermotor die wordt geopend door de onderdruk die in de cilinder ontstaat als de zuiger tijdens de inlaatslag naar beneden gaat. 
De klep wordt dus open gezogen en gesloten door middel van een kleine, zwakke veer. 
Dit principe werd bij de allereerste viertaktmotoren weleens toegepast. Het heeft echter - zeker bij hogere toerentallen - het grote nadeel dat het openen en sluiten niet gecontroleerd gebeurt. Daarom worden de kleppen tegenwoordig geopend door de nokkenas en gesloten door zware klepveren. 
De nokkenas blijft nodig voor de uitlaatklep, want die kan niet als snuffelklep worden uitgevoerd.
De Engelse benaming die men vaak bij vintage-voertuigen tegenkomt is AIV (Automatic Inlet Valve). Het principe werd bijna altijd bij kop/zijklepmotoren toegepast.

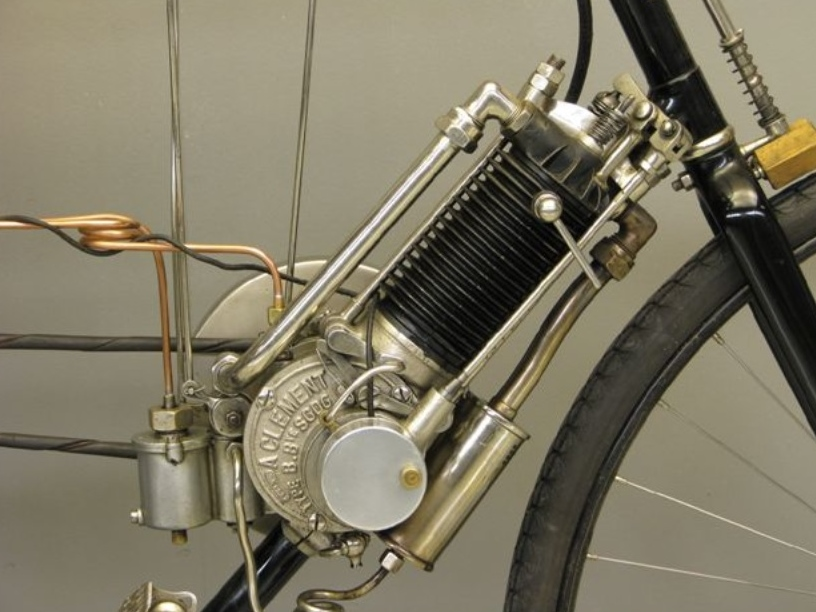
Een van de zeldzame toepassingen van een snuffelklep bij een kopklepmotor: Clément uit 1902